# ラナシンハ・プレマダーサ
ラナシンハ・プレマダーサ（シンハラ語: රණසිංහ ප්‍රේමදාස, タミル語: ரணசிங்க பிரேமதாசா, 英語: Ranasinghe Premadasa, 1924年6月23日 - 1993年5月1日）は、スリランカの政治家。第3代大統領（在任: 1989年 - 1993年）を務めた。息子は統一人民戦線（SJB）党首のサジット・プレマダーサ。

## 生い立ち
1924年6月23日、コロンボ11区のディアスプレイスで生まれる。父リチャード、母バットゥウィタの長男で、下に3人の妹と1人の弟がいた。父親のリチャードはリキシャを利用した旅客業をコロンボで営んでいる実業家だった。
初等教育は仏教の寺で受け、その後コロンボにあるセント・ジョセフ・カレッジ・コロンボに進学した。
15歳の時にスチャリタ児童組合を創設。のちにスチャリタ運動となるこの組合は経済発展を目的としたボランティア団体で、コロンボに住む貧しい人々の社会的・精神的活動となっていった。その後1939年にプレマダーサは自分の地区のコミュニティ開発責任者となった。この活動に従事する若者たちは飲酒や喫煙、ギャンブルから距離を置いており、プレマダーサ自身も一切飲酒をしなかった。

## 政治家としての経歴

### セイロン労働党時代
セイロン労働運動の創設者であるA・エカナヤカ・グナシンハとともに、1946年にセイロン労働党へ入党。1947年総選挙ではグナシンハを支援した。そして1950年にコロンボ市議会議員選挙に立候補し当選した。

### 統一国民党への鞍替え
1950年代半ばにセイロン労働党の限界を感じたプレマダーサは、統一国民党（UNP）所属のジョン・コタラーワラが行っていた、コロンボ市長退陣要求運動に参加した。1955年にはUNPに入党した上でT・ルードラから副市長職を引き継ぎ、翌年2月には当時の市長でスリランカ社会主義平等党（LSSP）所属であったN・M・ペレーラを退陣させることに成功した。
1956年総選挙にはUNP所属として出馬したが、ペレーラに敗れた。その後はダッドリー・セーナーナーヤカの後任であるJ・R・ジャヤワルダナを補佐してUNPの再編を担い、宗教問題委員会事務局や、仏教委員会委員として釈迦生誕2500年祭の実行委員などを務めた。
1960年3月総選挙ではコロンボ中央区から出馬し、当選した。しかし3カ月後にはダッドリー・セーナーナーヤカ内閣が解散し、7月総選挙では落選した。そしてその翌年に行われたコロンボ市議会議員選挙に当選し、1965年まで市議会議員を務めた。この間、彼は困窮家庭に対するプレスクールの設立に尽力し、若者向けの裁縫教育センターを開始した。

### 初の閣僚入り
1965年総選挙ではコロンボ中央選挙区から出馬し、自身2度目の当選を果たした。国会議員となったプレマダーサは院内幹事長に任命され、地方政府大臣政務次官を務めた。1968年に連邦党が連立政権から離脱したことに伴いM・ティルチェルヴァムが地方政府大臣職を辞すると、その後任としてプレマダーサが大臣に昇格し、閣僚入りを果たした。在任中にはコンクリートを利用した架橋計画の推進や地方における住宅供給スキームの開発などに取り組んだ。
また、1967年には南アジア最古のラジオ局であったラジオ・セイロンを国有化し、セイロン放送協会に組み込んだ。

### UNPの内紛
1970年総選挙においてプレマダーサは選挙区首位で当選したが、スリランカ自由党率いる統一戦線が157議席中116議席を獲得する大勝を果たし、プレマダーサが所属するUNPはわずか17議席の獲得にとどまるという惨敗を喫した。これ以降を党内改革を唱える党内有力者のジャヤワルダナと現状を維持したいセーナーナーヤカととの対立が顕在化するようになる。
プレマダーサは野党院内幹事長を務めながら、オーストラリアで開催されたコモンウェルス国際議会協会議長や、1972年制定の新憲法起草委員を兼任した。党内改革の必要性を感じながらもジャヤワルダナほど対立していなかったプレマダーサは、1970年9月に結成された党内改革委員会の委員に任命される。しかし、1972年5月、党の改革を訴えるプレマダーサの意見をセーナーナーヤカが一蹴し、落胆したプレマダーサは改革委員を辞任した。その後彼は党内にとどまりながら市民戦線（Citizen's Front）という組織を結成し、セーナーナーヤカの対決姿勢を鮮明にした。しかし、同月末にはセーナーナーヤカ、ジャヤワルダ、プレマダーサの三者が会合を行い、互いに協力して党内を改革していくことに合意した。しかし、プレマダーサは引き続き市民戦線としての活動を継続した。セーナーナーヤカとジャヤワルダは彼の活動を黙認したが、プレマダーサは依然としてUNPへの批判を公にしていた。
そのような対立の最中、1973年4月13日にセーナーナーヤカが心臓病で急死した。そのためセーナーナーヤカを支持していた政治家たちは、対立していたプレマダーサを非難した。その後プレマダーサは市民戦線を解消し、UNPに戻ってジャヤワルダナを支えた。
1977年総選挙でもプレマダーサはコロンボ中央選挙区で首位当選を果たし、所属するUNPも168議席中140議席を獲得する圧勝であった。選挙後、プレマダーサは院内総務と地方政府・住宅・建設大臣に就任した。

### 首相就任
1978年2月23日、J・R・ジャヤワルダナがスリランカ初代大統領に就任し、首相にプレマダーサを任命した。こうして、プレマダーサは大統領制移行後初の首相として変化する首相の役割を担った。国際的にはプレマダーサが代表として振る舞うこともあり、1979年の英連邦首脳会議にも出席してヴィクトリア・ダム計画への財政支援を取り付けた。また、1980年の国連総会にも代表として参加した。
首相就任後も引き続き地方政府・住宅・建設大臣を兼任したプレマダーサは、特に貧困家庭向けの住居建設に力を注いだ。1987年には、この年をホームレスのための国際シェルター年にすることを国会に提案し、全会一致で可決された。また1989年にはジャナサヴィヤという貧困対策プログラムを実行し、農村向けに経済・文化政策を実行した。また経済対策としては織物産業の振興に力を入れ、外貨獲得手段の一つとして成長させた。
ジャヤワルダナ、プレマダーサ体制は1978年から1988年までの11年間続き、1988年12月にジャヤワルダナがプレマダーサに後継を譲ることを表明することで終結した。
1988年大統領選挙にはプレマダーサが出馬し、対立候補のシリマヴォ・バンダラナイケを破って当選した。プレマダーサはスリランカの最上位カーストであるゴイガマ以外から初めて首相に就任した人物である。

## 大統領として

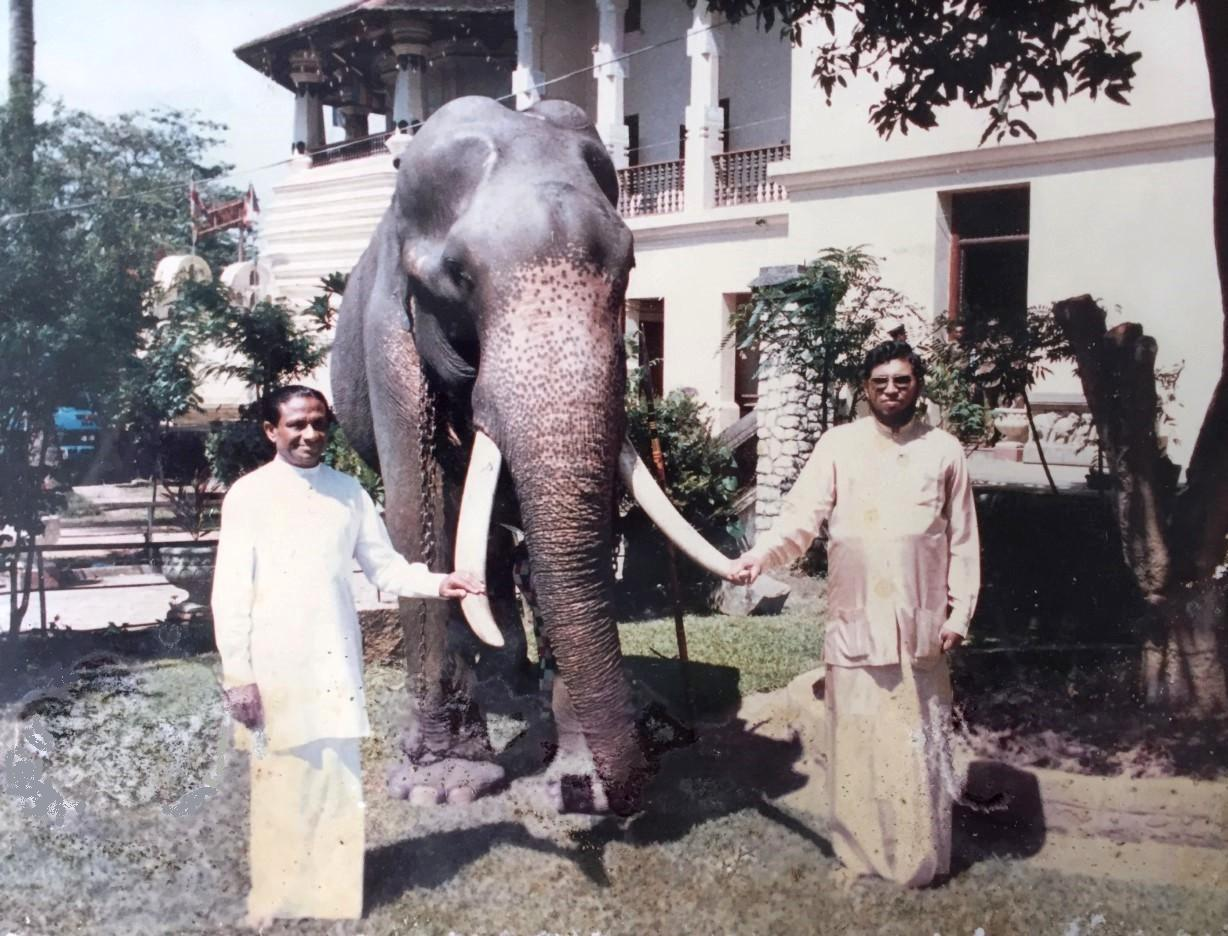
ゾウのラジャと一緒に映るプレマダーサとネランジャン・ウィジャヤラトネ

大統領就任後すぐにプレマダーサは議会を解散させ、総選挙に臨み、125議席を獲得して大勝した。プレマダーサが大統領に就任した時点でスリランカは北と南で2つの内戦を抱えており、北ではタミル・イーラム解放のトラ（LTTE）との内戦、南では極左政党人民解放戦線（JVP）による武装蜂起に対処する必要があった。特に南部のJVPに対しては非常に厳しい対応をとり、指導者の多くが収監された。

### 経済政策
プレマダーサは草の根レベルの経済発展に注力し、特に貧困家庭への住宅供給を積極的に行った。モデルケースとなる村に対しては清潔な水供給システムと交通網、学校、医療施設を建設し、貧しい地域で織物関連のスモールビジネスを推進し、工場経営者に対しては低利子ローンを通じて投資を行った。

### 武装蜂起への対応
ランジャン・ウィジャラトネを外務・防衛大臣に任命し、南部でのJVPの武装蜂起の鎮圧のために行動した。1987年に始まった武装蜂起により南部の治安は悪化し、非公式の外出禁止令も数多く出されたために工業や経済が麻痺してしまっていた。これに対してウィジャラトネはコンバイン作戦を実行し、JVP指導者ロハナ・ウィジェウィーラを殺害して1990年初めには武装蜂起を鎮圧した。

### 内戦への対応
一方でスリランカ内戦への対応はあまりうまくいかなかった。北部ではタミル人武装組織タミル・イーラム解放のトラ（LTTE）がインド政府から派遣されたインド平和維持軍（IPKF）と対峙していたが、平和維持軍の評価は高くなく、プレマダーサは同軍に撤退を要求した。それどころか、IPKFを撤退させるために秘密裏にLTTEに武器を横流しすることさえ行った。このことは1992年のデンジル・コッベカドゥワ中将暗殺事件後の調査委員会の報告書で明らかになった。結果的にIPKFは1990年に撤退し、その後5年間続く第二次イーラム戦争が始まった。また同年にはLTTEによる警察官大量虐殺事件が発生した。バッティカロアで発生したこの事件では、かつてプレマダーサが横流しした武器が使用されたことが後で明らかになった。

### 弾劾決議案提出
1991年9月、プレマダーサは国会において対立するラリット・アトゥラトムダリとガミニ・ディサーナーヤカから弾劾決議案を提出された。しかし彼は議会を休会し、議長も署名数が足りていないことを理由に決議案の採択を行わなかった。その後決議案を提出した両名はUNPを追放され、民主統一国民戦線（DUNF）を結成した。
1992年には占いにより、スリランカのスペルをSri LankaからShri Lankaに変更したが、これは翌年彼が暗殺された後に元に戻された。

## 暗殺
1993年5月1日12時45分ごろ、プレマダーサはLTTEの自爆テロの標的となり死亡した。その日はメーデーで、プレマダーサもコロンボで行われたUNPのデモ行進に参加していた。行進はスガサダシュ・スタジアムからゴール・フェイス・グリーンまで行われており、爆発はハルツドープのアーマーストリートとグランドパスの交差点で起きた。
犯人の「バブ」ことクラヴィーラシンガム・ヴィーラクマールは、大統領の使用人のE・M・P・モヒディーンの親友であった。犯人は自転車に乗って大統領の車列に近づき、車列の近くで自転車を乗り捨てさらに大統領へと近づいた。警備員はこれを止めようとしたがモヒディーンが接近を認め、犯人は大統領のすぐ近くで爆弾を起爆させた。この爆発で大統領やモヒディーンに加え、近くにいた護衛の警察官も死亡した。また7名が重傷、31名が軽傷を負った。事件当時は突如として大統領と護衛が姿を消したように見え、現場は混乱をきたした。その後調査が行われ、事件の2時間後に指輪と時計からプレマダーサの死亡が確認された。
事件の場所は捜査後に清掃され、痕跡は残されなかった。またメーデーのデモ行進は事件後も少しの間継続された。その後、全国的に夜間外出禁止令が出された。首相のディンギリ・バンダー・ウィジェートゥンガは午後には大統領代理を務めることを宣言し、プレマダーサの死は午後6時まで伏せられた。そして午後6時、国営放送ルパバヒニがプレマダーサの死を告げるBBCの録画映像を放送し、国民に大統領の死が伝えられた。その後、葬儀まで全国的に服喪期間が設けられた。さらに警察が犯人とみられる若い男性の頭部を回収し、口に自殺用の青酸カリカプセルを含んでいたことが発表された。そして5月9日、独立広場にてプレマダーサの国葬が執り行われた。

## 死後の評価・顕彰

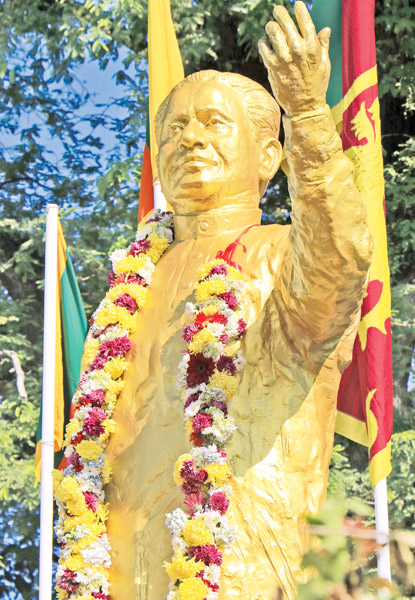
コロンボにあるプレマダーサ像

スリランカにおけるプレマダーサの評価は複雑である。貧しい人のための政治をした非エリートであり、人民解放戦線（JVP）の武装蜂起への対応が評価される一方で、スリランカ内戦における政策では非常に大きな批判がなされている。
彼の名前は首相在任時の1986年に建設を主導したR・プレマダーサ・スタジアムに残されている。
また自爆テロの起きたハルツドープには彼の像が建てられ、実際の爆発地には慰霊碑が設置されている。

## 私生活
彼は自身42歳の誕生日の1964年6月23日にヘマ・ウィクラマトゥンガと結婚した。2人の間には息子サジットと娘ドゥランジャリが生まれた。
彼はハードワーカーとして知られ、首相在任時から暗殺されるまでの間ずっと自宅で生活と執務を行っていた。